# Prank (film 2013)
Prank è un film del 2013 diretto da Yiuwing Lam.
Film horror girato negli Stati Uniti sotto forma di falso documentario

## Trama
Un ragazzo registra con una videocamera una chiave inglese insanguinata, come il suo volto, affermando di non essere né un assassino né un mostro, mentre le sirene della polizia si avvicinano alla scena del crimine. La scena successiva mostra che in realtà era tutto uno scherzo fatto da Chunk, Jordan e Connor, tre studenti considerati gli sfigati della scuola. Jordan è innamorato di Eve Goodwin, e si fa registrare mentre si esibisce per il suo compleanno. Connor invece, come gli altri suoi amici, viene preso di mira da un bullo della scuola, Dax Gaiman, e dice agli altri che è ora di fare qualcosa. Connor crede che l'unico modo per far cambiare Dax sia applicare il principio della non-violenza, ma l'idea viene subito scartata quando lui e Jordan vengono picchiati da Dax e dal suo amico Omar.
Connor decide così di cambiare tattica: il suo piano è quello di attirare Dax a scuola di notte, e di incutergli terrore psicologico travestendosi come il personaggio di IT. Il giorno dopo è il compleanno di Eve, che si rivela una ragazza egocentrica, egoista, manipolatrice e narcisista. La festeggiata cerca vanamente di mettere Jordan contro i suoi amici, e per questo ha anche un litigio con Connor. I ragazzi decidono di cambiare piano, e imbrattano la casa del loro oppressore. Entrati dentro, sorprendono Dax e Omar a fare sesso e scoprono così che i due in realtà sono omosessuali e filmano la scena.
Dax si reca a casa di Jordan furioso per quanto successo e chiede dove sia la videocamera. Connor, da parte sua, si nasconde e tramortisce il ragazzo. L'oppressore diventa così un oppresso. Messo in trappola dai ragazzi, viene torturato psicologicamente davanti alla telecamera, fino a quando Eve non bussa alla porta della casa di Jordan, costringendo quest'ultimo a uccidere Dax. Dopo la morte del suo oppressore, Jordan incomincia a comportarsi in maniera sempre più sadica e perversa, arrivando ad uccidere anche Omar, quando quest'ultimo si presenta a casa sua alla ricerca dell'amico.
La nuova personalità di Jordan mette in soggezione Connor. Il ragazzo cerca di avvertire la polizia e Chunk, ma risulta inutile visto che il suo amico ha già previsto tutto. Jordan avvicina Eve e la porta da lei, il ragazzo cerca di avvertirla di scappare ma lei non le dà ascolto. Connor cerca di scappare dall'abitazione dell'amico e incomincia a dubitare della sua sanità mentale, fino a quando trova il cadavere di Eve. Si scopre però che era tutto uno scherzo programmato da Eve, Jordan, Dax e Omar, e che nessuno di loro è morto per davvero.
Due mesi dopo, Jordan invita a casa sua Connor e Chunk e mostra loro che tiene prigionieri Dax e Eve. Connor crede che sia un altro scherzo ma si ricrede quando il suo amico spara Dax alla testa, uccidendolo. Jordan sta per uccidere anche Eve, ma viene fermato da Connor, che con una chiave inglese lo massacra. La scena finale è identica a quella iniziale, che si rivela essere un flash forward, in cui Connor rivela che non sono né assassini né mostri, mentre le sirene della polizia fanno da sottofondo.